# Lugenauer See
Der Lugenauer See, auch Lugenausee genannt, ist ein kleiner moorhaltiger Badesee bei Böbing im oberbayerischen Landkreis Weilheim-Schongau. Seinen Namen trägt der See von dem ihm benachbarten Weiler Lugenau. Er hat eine Gesamtwasserfläche von 71.720 m² und eine Wassertiefe bis zu 4 Meter. An der Südseite des Sees steht ein Kiosk mit kleinem Biergarten. 